# Federico Gaio
 Federico Gaio  (nacido el 5 de marzo de 1992) es un tenista profesional de Italia, nacido en la ciudad de Faenza.

## Carrera
Su mejor ranking individual es el N.º 124 alcanzado el 3 de marzo de 2020, mientras que en dobles logró la posición 163 el 2 de noviembre de 2020.
No ha logrado hasta el momento títulos de la categoría ATP ni de la ATP Challenger Tour, aunque sí ha obtenido varios títulos Futures tanto en individuales como en dobles.

## Títulos ATP (0; 0+0)

### Dobles (0)
| Leyenda                         |
| Grand Slam (0)                  |
| ATP World Tour Finals (0)       |
| ATP World Tour Masters 1000 (0) |
| ATP World Tour 500 (0)          |
| ATP World Tour 250 (0)          |

#### Finalista (1)
| N.º | Fecha                 | Torneo         | Superficie    | Pareja           | Oponentes en la final              | Resultado        |
| --- | --------------------- | -------------- | ------------- | ---------------- | ---------------------------------- | ---------------- |
| 1.  | 23 de febrero de 2020 | Río de Janeiro | Tierra batida | Salvatore Caruso | Marcel Granollers Horacio Zeballos | 4-6, 7-5, [7-10] |